# Église Saint-Michel de Drinovci
Pour les articles homonymes, voir Église Saint-Michel.
L'église Saint-Michel est située en Bosnie-Herzégovine, sur le territoire du village de Drinovci et dans la municipalité de Grude.